# 디피코 포트로
디피코 포트로는 디피코가 판매하고 있는 경형 화물차이다.